# Alastor (Vance)
Alastor (Engels: Alastor) is een sciencefictiontrilogie uit 1990 van de Amerikaanse schrijver Jack Vance. De drie boeken werden gebundeld uitgegeven in de M=SF reeks.
Het boek speelt zich af in de Alastorzwerm: een klein sterrenstelsel met 3000 bewoonde planeten dat doorgaans niet tot de Gaeaanse Zwerm wordt gerekend. Wel wordt er, evenals in de Zwerm, de ozol (het equivalent van 1 uur ongeschoolde arbeid) gebruikt als munteenheid. Hoewel elke planeet redelijk autonoom is, bestaat er een centrale overheid op de planeet Numenes. Staatshoofd is de Connatic en de militaire ordedienst heet de Whelm.

## Delen
Deze roman bevat de drie boeken uit de Alastor-reeks:
- Trullion: Alastor 2262 (1973)
- Marune: Alastor 933  (1975)
- Wyst: Alastor 1716 (1978)